# Димаджио, Дэниел
Дэниел Димаджио (англ. Daniel DiMaggio; род. 30 июля 2003, Лос-Анджелес, США) — американский актёр кино и телевидения.

## Ранние годы
Дэниел Димаджио родился в Лос-Анджелесе, штат Калифорния, США в семье актёра и сценариста Лу Димаджио и актрисы Лоретты Фокс.

## Карьера
Дэниел впервые начал сниматься в рекламных роликах в возрасте 8 лет. В 2016 году Димаджио был приглашен на роль в ситком ABC «Американская домохозяйка», играя Оливера Отто, среднего ребёнка в семье Кэти и Грега Отто. Также в 2016 году Дэниел был приглашён на роль молодого Супермена в сериале «Супергёрл». В 2017 году он сыграл роль молодого Дасти в фильме «Здравствуй, папа, Новый год! 2».

## Фильмография
| Год       |     | Русское название               | Оригинальное название | Роль                            |
| --------- | --- | ------------------------------ | --------------------- | ------------------------------- |
| 2010      | кор | —                              | Geisho                | н/д                             |
| 2013      | с   | Чёрная метка                   | Burn Notice           | Майкл Уэстон в детстве          |
| 2014      | ф   | Тигриный хвост                 | A Tiger’s Tail        | Том Мерфи                       |
| 2014      | с   | Где медведи?                   | Where the Bears Are   | собирающий сладости на Хэллоуин |
| 2014      | с   | Призраки дома Хатэвэй          | The Haunted Hathaways | Корки                           |
| 2014      | кор | —                              | Mourning Glory        | Атти Шор                        |
| 2014      | тф  | —                              | Divide & Conquer      | Кайл Болл                       |
| 2014—2016 | мс  | Кларенс                        | Clarence              | Брейди                          |
| 2015      | ф   | Город монстров                 | Tales of Halloween    | Майки                           |
| 2016      | с   | Супергёрл                      | Supergirl             | Кал-Эл                          |
| 2016—2018 | мс  | Мой шумный дом                 | The Loud House        | Арти                            |
| 2016—2021 | с   | Американская домохозяйка       | American Housewife    | Оливер Отто                     |
| 2017      | ф   | Здравствуй, папа, Новый год! 2 | Daddy’s Home 2        | Дасти в юности                  |
| 2017—2018 | мс  | Удивительная Ви                | Vampirina             | разные персонажи                |